# Seo Hyo-rim
Seo Hyo rim (Hangul: 서효림) es una actriz de Corea del Sur.

## Biografía
En octubre del 2019 reveló que estaba en una relación con el empresario Jung Myung-ho, el hijo de la actriz Kim Soo-mi. En noviembre del mismo año se anunció que la pareja estaba esperando a su primer hijo juntos, y el 22 de diciembre del mismo año se casaron. En junio del 2020 le dieron la bienvenida a su primera hija.

## Carrera
Es miembro de la agencia "MAGIQ Entertainment". Previamente formó parte de la agencia "Content Y".
En el 2018 realizó una aparición especial en la serie What’s Wrong With Secretary Kim? donde interpretó a Choi Seo-Jin, la exesposa de Park Yoo-sik (Kang Ki-young).
A principios de octubre del mismo año se anunció que se había unido al elenco principal de la nueva serie Get Out of the Way, Fate donde dará vida Han Seung-joo, una diseñadora de moda que rompe el molde de la clase alta, así como una mujer despreocupada e independiente que cambia su especialidad en la u niversidad de piano a diseño de modas a espaldas de su padre.

## Filmografía

### Series de televisión
| Año       | Título                           | Papel           | Canal | Notas              | Ref.   |
| --------- | -------------------------------- | --------------- | ----- | ------------------ | ------ |
| 2007      | When Spring Comes                | Hong-yi         | KBS2  |                    |        |
| 2007      | In-soon Is Pretty                | Kim Jung-ah     | KBS2  |                    |        |
| 2008      | Here He Comes                    | Jung Hyo-rim    | MBC   |                    |        |
| 2008      | Worlds Within                    | Jang Hae-jin    | KBS2  |                    |        |
| 2009      | Good Job, Good Job               | Ha Eun-bi       | MBC   |                    |        |
| 2009      | Seti                             | Lee Mi-joo      | Daum  |                    |        |
| 2010      | A Good Day for the Wind to Blow  | Jang Man-se     | KBS1  |                    |        |
| 2010      | Sungkyunkwan Scandal             | Ha Hyo-eun      | KBS2  |                    |        |
| 2011      | Scent of a Woman                 | Im Se-kyung     | SBS   |                    |        |
| 2011      | Me Too, Flower!                  | Kim Dal         | MBC   |                    |        |
| 2013      | That Winter, the Wind Blows      | Jin So-ra       | SBS   |                    |        |
| 2013      | Master's Sun                     | Park Seo-hyun   | SBS   | Invitada, ep. 9-10 |        |
| 2014      | Endless Love                     | Cheon Hye-jin   | SBS   |                    |        |
| 2016      | Beautiful Gong Shim              | Gong Mi         | SBS   |                    |        |
| 2017      | Man Who Sets the Table           | Ha Yeon-joo     | MBC   |                    |        |
| 2018      | What’s Wrong With Secretary Kim? | Choi Seo-Jin    | tvN   |                    |        |
| 2018      | Get Out of the Way               | Han Seung-joo   | KBS1  |                    |        |
| 2021-2022 | The Red Sleeve Cuff              | Princesa Hwawan | MBC   |                    | [ 12 ] |
| 2022      | Detrás de cada estrella          |                 | tvN   | Aparición especial | [ 13 ] |

### Películas
| Año  | Título                     | Papel             |
| ---- | -------------------------- | ----------------- |
| 2009 | Más cerca del Cielo        | Reportera (cameo) |
| 2010 | Enemigo en un punto Muerto | Enfermera Ha      |
| 2022 | In Dream                   | Yoo Hong-hwa      |

### Espectáculo de variedades
| Año       | Título                                              | Red      | Notas                                                                                        |
| --------- | --------------------------------------------------- | -------- | -------------------------------------------------------------------------------------------- |
| 2009      | Big Star X-Files                                    | KBS2     | presentadora                                                                                 |
| 2009-2010 | Music Bank                                          | KBS2     | presentadora                                                                                 |
| 2015      | Law of the Jungle: Hidden Kingdom Special in Brunei | SBS      | elenco                                                                                       |
| 2017 2016 | Battle Trip                                         | KBS2     | Presentadora invitada, (episodios 50-51) Concursante junto a Lee Chung-ah, (episodios 27-30) |
| 2018      | Running Man                                         | SBS      | Ep. #414 - invitada, junto a Kwak Si-yang y Kim Roi-ha                                       |
| 2019      | Do You Eat?                                         | SBS Plus | [ 15 ]                                                                                       |

### Vídeo musical
| Año  | Título de la canción  | Artista       |
| ---- | --------------------- | ------------- |
| 2007 | "Perfectly! My Lover" | Suh Young-eun |
| 2008 | "Woman"               | Ilac          |
| 2009 | "Bad Woman"           | F. T. Island  |
| 2010 | "Y"                   | MBLAQ         |

## Premios y nominaciones
| Año  | Premio                                | Categoría                                            | Nominado trabajo            | Resultado |
| ---- | ------------------------------------- | ---------------------------------------------------- | --------------------------- | --------- |
| 2008 | KBS Drama Awards                      | Mejor Actriz Revelación                              | The World That They Live In | Nominada  |
| 2011 | 6 de Asia Modelo Premios del Festival | Premio Modelo CF                                     | [NA]: {{{1}}}               | Ganadora  |
| 2011 | SBS Drama Awards                      | premio nueva estrella                                | El aroma de una Mujer       | Ganadora  |
| 2014 | SBS Drama Awards                      | Premio a la excelencia, Actriz en una serie de drama | Amor Infinito               | Nominada  |